# قصر الإمارة القديم في عرعر
قصر الإمارة القديم في مدينة عرعر هو أحد القصور القديمة في منطقة الحدود الشمالية من المملكة العربية السعودية.

## البناء
تم بناء القصر خلال عهد الملك سعود بن عبدالعزيز آل سعود في أواخر عام 1373 هـ الموافق 1953م حيث أمر ببناؤه ليكون مقر للأمير الذي يحكم مدينة عرعر.

## المعمار
تم بناء القصر على النمط العربي المحلي بالمنطقة، حيث تم استخدام أنواع معينة من أحجار الجبال التي تم احضارها من جنوب عرعر و تم تشكيلها وقصها وتجهيزها في عرعر.
بني القصر على مساحة كبيرة وتم تصميمه مع فناء واسع داخلي يحيط به حجرات مقسمة على الجهات المختلفة من الشمال والشرق والجنوب، وتم تقسيم الحجرات بطريقة جميلة تنقسم فيما بينها بحواجز.